# M22 Locust
Lahki tank M22 Locust je bil ameriški tank druge svetovne vojne. Ime Locust je dobil od Britancev.

## Zgodovina
Leta 1941 so se tri podjetja prijavila na razpis za lahki tank, to so bila GMC, Christie in Marmon-Herrington. Izbran je bil predlog podjetja Marmon Herrington s tankom T9. Leta 1941 so naredili prvi tank, ki pa je bil pretežak, zato so naredili nekatere izboljšave. Rezultat teh izboljšav je bil tank T9E1. Tank je bil prevozen z letalom.
Od 1900 naročenih tankov je bilo izdelanih le 830.
Tank so v drugi svetovni vojni vojni uporabljali le Britanci. Uporabljali so jih pri prečkanju reke Ren leta 1945. Po končani vojni so nekaj tankov dali Egiptu, ta pa jih je uporabila v arabsko-izraelski vojni leta 1948. Nekaj teh tankov so zajeli Izraelci. Do leta 1952 so bili vsi tanki odmaknjeni iz uporabe.